# レッドブル・RB4
レッドブル・RB4 (Red Bull RB4) は、レッドブル・レーシングが2008年のF1世界選手権に投入したフォーミュラ1カー。テクニカルディレクターはジェフ・ウィリス。

## 開発
基本的には旧車のRB3を正常進化させたマシンである。マクラーレンのMP4-23などと同様、フロントウイングにブリッジウィングを採用している。また、サイドのエアロパーツはフェラーリのF2008ような形をしている。エンジンカウルの盛り上がったこぶが特徴的でもある。このパーツは、後にルノー、ウィリアムズも取り入れた。
RB4の大きな特徴として、エンジンエアインテーク後方のエンジンカバー部を水平に伸ばし、垂直尾翼のような形状にした「シャークフィン」がある。リアウイングへの気流を整流しマシンの安定性を高める効果がある。開幕前2月のヘレステストから導入され、後にルノーに始まり、トロロッソ、フェラーリ、トヨタ、ホンダ、フォース・インディア（マクラーレンはホッケンハイムテスト、ウィリアムズはポールリカールテストで使用）と、途中撤退のスーパーアグリ以外の全チームが採用した。以降、2011年に技術規則で規制されるまで多くのチームで採用され、2010年のトレンドになったFダクトにも繋がった。

## スペシャルカラー
最終戦ブラジルGPでは、このレースをもってF1から引退するデビッド・クルサードのRB4が特別仕様のカラーリングで出走した。マシンは脊髄損傷者への支援基金「Wings for Life」のイメージカラーである白にペイントされた。レギュレーションではチームの2台のマシンは同じカラーリングでなければならないと決められているが、今回はF1全チームの同意を得て登場することになった。しかし、決勝ではスタート直後に多重接触に巻き込まれ、0周リタイアに終わった。

## スペック

### シャーシ
- シャーシ名 RB4
- クラッチ AP
- ブレーキキャリパー ブレンボ
- ブレーキディスク・パッド ヒトコ
- ホイール O・Z
- タイヤ ブリヂストン
- エレクトロニクス マクラーレン

### エンジン
- エンジン名 ルノーRS27-2008
- 気筒数・角度 V型8気筒・90度
- 排気量 2,398cc
- シリンダーヘッド アルミニウム
- 重量 95kg
- 燃料 エルフ
- エンジンマネージメント MES標準コントロールユニットTAG310B

## 記録
| 年   | No. | ドライバー           | 1   | 2   | 3   | 4   | 5   | 6   | 7   | 8   | 9   | 10  | 11  | 12  | 13  | 14  | 15  | 16  | 17  | 18  | ポイント | ランキング |
| 年   | No. | ドライバー           | AUS | MAL | BHR | ESP | TUR | MON | CAN | FRA | GBR | GER | HUN | EUR | BEL | ITA | SIN | JPN | CHN | BRA | ポイント | ランキング |
| ---- | --- | -------------------- | --- | --- | --- | --- | --- | --- | --- | --- | --- | --- | --- | --- | --- | --- | --- | --- | --- | --- | -------- | ---------- |
| 2008 | 9   | デビッド・クルサード | Ret | 9   | 18  | 12  | 9   | Ret | 3   | 9   | Ret | 13  | 11  | 17  | 11  | 16  | 7   | Ret | 10  | Ret | 29       | 7位        |
| 2008 | 10  | マーク・ウェバー     | Ret | 7   | 7   | 5   | 7   | 4   | 12  | 6   | 10  | Ret | 9   | 12  | 8   | 8   | Ret | 8   | 14  | 9   | 29       | 7位        |

- ドライバーズランキング
  - デビッド・クルサード 16位
  - マーク・ウェバー 11位